# Campionato italiano maschile di pallanuoto 1920
Il campionato italiano 1920 è stata la 5ª edizione della massima serie, ed allora unica, del campionato italiano maschile di pallanuoto. Le squadre partecipanti affrontarono inizialmente una fase a gironi, per poi disputare la finale a Rapallo.

## Finale
|        | Risultato |        |
| ------ | --------- | ------ |
| Milano | 4-2       | Sturla |

## Verdetti
- Rari Nantes Milano Campione d'Italia 1920